# العلاقات العراقية الفنزويلية
العلاقات العراقية الفنزويلية هي العلاقات الثنائية التي تجمع بين العراق وفنزويلا.

## مقارنة بين البلدين
هذه مقارنة عامة ومرجعية للدولتين:
| وجه المقارنة                                              | العراق                       | فنزويلا                                  |
| --------------------------------------------------------- | ---------------------------- | ---------------------------------------- |
| المساحة (كم2)                                             | 437.07 ألف                   | 916.45 ألف                               |
| عدد السكان (نسمة)                                         | 38.27 مليون                  | 28.87 مليون                              |
| الكثافة السكانية (ن./كم²)                                 | 87.56                        | 31.5                                     |
| العاصمة                                                   | بغداد                        | كاراكاس                                  |
| اللغة الرسمية                                             | اللغة العربية، اللغة الكردية | اللغة الإسبانية، لغة الإشارة الفنزويلية ‏ |
| العملة                                                    | دينار عراقي                  | بوليفار فنزويلي                          |
| الناتج المحلي الإجمالي (بليون دولار)                      | 197.72 مليار                 | 482.36 مليار                             |
| الناتج المحلي الإجمالي (تعادل القوة الشرائية) بليون دولار | 560.73 مليار                 |                                          |
| الناتج المحلي الإجمالي الاسمي للفرد دولار أمريكي          | 4.94 ألف                     |                                          |
| الناتج المحلي الإجمالي للفرد دولار أمريكي                 | 15.06 ألف                    |                                          |
| مؤشر التنمية البشرية                                      | 0.654                        | 0.762                                    |
| رمز المكالمات الدولي                                      | +964                         | +58                                      |
| رمز الإنترنت                                              | .iq                          | .ve                                      |
| المنطقة الزمنية                                           | ت ع م+03:00، ت ع م+04:00     | 00                                       |

## منظمات دولية مشتركة
يشترك البلدان في عضوية مجموعة من المنظمات الدولية، منها:
| علم المنظمة | اسم المنظمة                        | تاريخ انضمام العراق | تاريخ انضمام فنزويلا |
| ----------- | ---------------------------------- | ------------------- | -------------------- |
|             | يونسكو                             | 21 أكتوبر 1948      | 25 نوفمبر 1946       |
|             | وكالة ضمان الاستثمار متعدد الأطراف | 6 أكتوبر 2008       | 9 مايو 1994          |
|             | الأمم المتحدة                      | 21 ديسمبر 1945      | 15 نوفمبر 1945       |
|             | الاتحاد البريدي العالمي            | ?                   | ?                    |
|             | البنك الدولي للإنشاء والتعمير      | 27 ديسمبر 1945      | 30 ديسمبر 1946       |
|             | الاتحاد الدولي للاتصالات           | 12 نوفمبر 1928      | 13 أغسطس 1920        |
|             | منظمة حظر الأسلحة الكيميائية       | ?                   | ?                    |
|             | مؤسسة التمويل الدولية              | 27 ديسمبر 1956      | 28 ديسمبر 1956       |
|             | منظمة الشرطة الجنائية الدولية      | ?                   | ?                    |

## وصلات خارجية
- موقع وزارة الخارجية العراقية
- موقع وزارة الخارجية الفنزويلية